# Coleraine (Australië)
Coleraine is een plaats in de Australische deelstaat Victoria en telt 1005 inwoners (2006).